# Ami Hallberg Pauli
Anne-Marie "Ami" Hallberg Pauli, född 29 april 1967, är en svensk skådespelare och ståuppkomiker.
Hallberg Pauli debuterade som komiker på Norra Brunn 2004 och har medverkat i SVT:s Stockholm Live, Kanal 5:s RAW och i SR:s Studio Ett – Centralen. På senare tid har hon turnerat med sin föreställning "Ladies Fight" med Sveriges roligaste kvinnor på scenen. Den blev en publiksuccé samt omtalad i media.apropå den inflammerade debatten mellan Mårten Andersson och Karin Adelskiöld om ifall roliga kvinnor säljer. "Ladies Fight" såldes in till SVT och fick många tittare men blandade recensioner. SVT köpte in ytterligare en version av "Ladies Fight" från Maximteatern där bl.a. Gudrun Schyman medverkade. Den visades 2016.
Tillsammans med bland andra Anna-Lena Brundin startade hon en kvinnligare stand up-klubb på restaurang Victoria i Kungsträdgården 2005 som fick pris som "Årets klubb" på den Svenska Stand up-galan. Hon har spelat sina egna föreställningar "The ikväll show". och "LIKE" på Mosebacke Etablissement.
Som skådespelare har hon varit anställd på Teater Aurora, Stockholms Improvisationsteater och Boulevardteatern i Stockholm där hon spelat komiska roller och gjort improvisationsteater. Hon ingår i den nystartade "Improvisationsstudion" tillsammans med bland andra Martin Geijer.

## Filmografi
- 2012 – Meningen med Hugo

### Fotnoter
1. ↑  ”Ami kämpar för kvinnors komik”. www.stockholmdirekt.se. http://www.stockholmdirekt.se/nyheter/ami-kampar-for-kvinnors-komik/aRKoap!1AY9jkJaaIv@PvEBSO2nQ/. Läst 11 juni 2015.
2. ↑  http://www.dn.se/kultur-noje/sju-vagade-klivet?rm=print
3. ↑  ”Arkiverade kopian”. Arkiverad från originalet den 18 augusti 2010. https://web.archive.org/web/20100818120738/http://www.komikaze.se/09_galan.htm. Läst 30 december 2012.
4. ↑  http://www.dn.se/pa-stan/scen/pratshow-pa-mosebacke

### Webbkällor
- http://www.norrabrunncomedy.se/komiker/ami_hallberg_pauli
- https://web.archive.org/web/20130310081836/http://www.rattviseformedlingen.se/lista/komiker
- http://www.aftonbladet.se/nojesbladet/tv/article12137009.ab